# Piesek Bum Bum
Piesek Bum Bum (jap. ほえろブンブン Hoero! Bun Bun) – japoński serial anime wyprodukowany w latach 1980 i 1981. Serial liczy 39 odcinków. W Japonii emitowany na TV Tokyo.

## Wersja filmowa
Na podstawie anime powstał pełnometrażowy film animowany wyprodukowany w 1987 roku przez studio Madhouse.
W Polsce wersja filmowa pt. Piesek Bum Bum została wydana 12 maja 2010 roku  na DVD z polskim lektorem i japońskim dubbingiem.